# Purísima Concepción (Las Marías)
Purísima Concepción es un barrio ubicado en el municipio de Las Marías en el estado libre asociado de Puerto Rico. En el Censo de 2010 tenía una población de 87 habitantes y una densidad poblacional de 15,8 personas por km².

## Geografía
Purísima Concepción se encuentra ubicado en las coordenadas 18°14′42″N 66°56′41″O / 18.24500, -66.94472. Según la Oficina del Censo de los Estados Unidos, Purísima Concepción tiene una superficie total de 5.51 km², de la cual 5.43 km² corresponden a tierra firme y (1.36%) 0.08 km² es agua.

## Demografía
Según el censo de 2010, había 87 personas residiendo en Purísima Concepción. La densidad de población era de 15,8 hab./km². De los 87 habitantes, Purísima Concepción estaba compuesto por el 93.1% blancos, el 1.15% eran isleños del Pacífico y el 5.75% eran de otras razas. Del total de la población el 98.85% eran hispanos o latinos de cualquier raza.